# Symphurus kyaropterygium
Symphurus kyaropterygium és un peix teleosti de la família dels cinoglòssids i de l'ordre dels pleuronectiformes que viu al sud-oest de l'Atlàntic (Brasil).